# گل‌برنجی برگ‌دراز
گل‌برنجی برگ‌دراز (نام علمی: Pimelea longifolia) نام یک گونه از سرده گل‌برنجی‌ها است.